# Mileniul al IV-lea
Mileniul al IV-lea este perioada de timp care, conform calendarului gregorian, va începe la 1 ianuarie 3001 și se va termina la 31 decembrie 4000.